# Пагинация
Пагина́ция (от лат. pagina — страница) в издательском деле — порядковая нумерация страниц, обозначаемая колонцифрами, располагаемыми внизу, вверху или сбоку страницы.
Автоматическая пагинация текста с иллюстрациями использует достаточно сложные правила и алгоритмы для определения, где именно может располагаться разрыв страницы (в частности, контроль висячих строк). Семантически общие части контента не должны располагаться на разных страницах.
Раздельная пагинация — библиографический термин, показывающий наличие отдельной нумерации страниц для каждой статьи журнала, части сборника или главы книги; пагинация, состоящая из нескольких последовательных рядов нумерации страниц (листов) документов.
В том случае, если нумеруются не страницы (то есть стороны листа), а листы, говорят о фолиации (от лат. folio — лист).
В книге пагинация впервые была использована Альдом Мануцием в 1499 году.
В конце XX века понятие распространено и на электронные страницы в веб-дизайне и дизайне программного обеспечения («постраничный вывод» с показом ограниченной части информации на одном экране с «пролистыванием» между страницами).